# Wilsinho
Wilson de Oliveira Riça (São Paulo, 13 de março de 1950), mais conhecido como Wilsinho, é um ex-treinador e ex-futebolista brasileiro que atuava como ponta-esquerda.

## Carreira

### Portuguesa
Iniciou a sua carreira nas categorias de base da Portuguesa no fim dos anos 60. Estreou no time titular em 1970 e ao lado de Xaxá, Enéas e Cabinho formou umas das melhores linhas de ataque da história da Portuguesa.
Pela Lusa, foi Campeão da Taça São Paulo (1973), do Campeonato Paulista (1973), da Copa Governador do Estado de São Paulo (1976), além do vice-campeonato Paulista de 1975. Nas duas decisões de Campeonato Paulista que disputou pela Portuguesa, desperdiçou sua cobrança de pênalti.
Seu último gol pela Lusa aconteceu em 16 de maio de 1976, em partida do primeiro turno do Paulistão, no estádio Ulrico Mursa, em Santos, na vitória por 6 a 2 sobre a Portuguesa Santista. No total disputou 249 jogos e marcou 32 gols.

### Juventus
Em 1977 se transferiu para o Juventus.
Jogou no time da Mooca até maio de 1979, quando se transferiu para o Corinthians.
Retornou ao time grená em 1981 e encerrou a carreira em 1983.

### Corinthians
Estreou no Corinthians em 24 de junho de 1979, em partida amistosa que o Timão venceu Sãocarlense por 6 a 2. 
No time do Parque São Jorge conquistou o Campeonato Paulista de 1979. No total ele disputou 97 jogos e marcou 11 gols. Ficou no Corinthians até 1981. 

### Francana
Jogou por empréstimo na Francana em 1982.

## Técnico
Treinador de futebol feminino se destacou no comando da Portuguesa Santa'Ana e foi o técnico da Seleção Brasileira na Copa do Mundo de 1999 e auxiliar técnico na Olimpíadas de Sydney em 2000.

## Títulos
Portuguesa
- Campeonato Paulista: 1973
- Taça São Paulo: 1973
- Taça Governador do Estado de São Paulo: 1976
- Segundo turno do Campeonato Paulista: 1973 e 1975

Corinthians
- Campeonato Paulista: 1979